# Корнеев, Василий Никифорович
Василий Никифорович Корнеев (20 мая 1909, станция Богоявленка, Рязано-Уральская железная дорога, Российская империя — ?) — советский партийный и государственный деятель, председатель Целиноградского облисполкома, сельского облисполкома (1961—1965).

## Биография
Родился в семье железнодорожного рабочего. Член ВКП(б) с 1939 г. В 1933 г. окончил Воронежский институт народно-хозяйственного учёта.
- 1927—1930 гг. — учитель-воспитатель детского дома имени Пирогова (Козловский округ),
- 1933—1934 гг. — начальник сектора учёта торговли Якутского управления народно-хозяйственного учёта,
- 1934—1942 гг. — старший экономист Воронежского областного управления, руководитель Планово-экономического отдела, заместитель управляющего, управляющий Воронежского областного отделения Книготоргового объединения государственных издательств (КОГИЗ). Инициатор стахановского движения в книгоиздательстве. Начиная с 1939 г. и по 1942 г. областное отделение КОГИЗа держало республиканское переходящее Красное Знамя,
- 1942—1943 гг. — начальник политического сектора Воронежского областного треста мясо-молочных совхозов,
- 1943—1947 гг. — заместитель заведующего отделом лёгкой и местной промышленности, и. о. заместителя заведующего промышленно-транспортным отделом Воронежского областного комитета ВКП(б),
- 1947—1948 гг. — и. о. заведующего промышленного отдела Воронежского областного комитета ВКП(б),
- 1948 г. — заместитель секретаря Воронежского областного комитета ВКП(б) по промышленности,
- 1948—1949 гг. — заведующий отделом тяжёлой промышленности Воронежского областного комитета ВКП(б),
- 1949—1950 гг. — секретарь Воронежского областного комитета ВКП(б),
- 1950—1952 гг. — второй секретарь Воронежского областного комитета ВКП(б) — КПСС,
- 1952—1960 гг. — председатель исполнительного комитета Воронежского областного Совета,
- февраль-декабрь 1960 г. — директор Воронежской высшей партийной школы,
- 1960—1961 гг. — заместитель председателя исполнительного комитета Целинного краевого Совета,
- 1961—1963 гг. — председатель исполнительного комитета Целиноградского областного Совета,
- 1963—1964 гг. — председатель исполнительного комитета Целиноградского сельского областного Совета,
- 1964—1965 гг. — председатель исполнительного комитета Целиноградского областного Совета.

Депутат Верховного Совета РСФСР 3-5-го созывов.
С 1965 г. на пенсии.

## Награды и звания
Награжден орденами Ленина и Трудового Красного Знамени. Медали «За Победу над Германией в Великой Отечественной войне 1941—1945 гг.» (1946), «За доблестный труд в Великой Отечественной войне 1941—1945 гг.» (1946).